# Espluga de Francolí
Espluga de Francolí (oficialmente en catalán: l'Espluga de Francolí) es un municipio español de la provincia de Tarragona, situado en la comarca catalana de la Cuenca de Barberá. 
Espluga de Francolí se sitúa en el extremo sudoccidental de la comarca, situado ente la sierra del Tallat, el norte, en el límite de las Garrigas y de Urgel, y los riscos del bosque de Poblet y la Pena, de las montañas de Prades, al sur; en medio, el valle y el barranco del Reguer, con campos de cultivo y viñas. Limita al norte con Fulleda, Senan y Vallbona de las Monjas, al este con Blancafort y Montblanch (que también limita por el sur) y al oeste con Vimbodí.
El término está atravesado por el río Francolí, que se origina en la Font Major de Espluga, en la confluencia de los ríos Sec y Milans. Se puede acceder por la carretera N-240 y por la autopista AP-2, con salida por Montblanch; también tiene conexión con los pueblos vecinos a través de diversas carreteras locales. Tiene una estación ferroviaria (línea Lérida-Reus) por donde pasa la línea del AVE.
La mayoría de la población se concentra en la villa de Espluga de Francolí. Existe un núcleo urbano en el balneario de las Masies, 2 kilómetros al sur de Espluga, cerca del Monasterio de Poblet, en el término de Vimbodí. En el extremo sur del municipio se encuentra el santuario de la Santísima Trinidad.

## Historia
La villa de Espluga se creó alrededor de un castillo que Ponç de Cervera edificó en la cima de un monte en el siglo XI. Más tarde el castillo pasó a depender de Poblet y de los templarios a mediados del siglo XIII; la parte baja del pueblo estaba bajo la jurisdicción de los hospitalarios que establecieron la encomienda de Espluga de Francolí adquiriendo todo el señorío en 1312, año de la extinción de la Orden del Temple.

## Topónimo
El nombre de la villa proviene del latín spelunca ('cueva'), si bien este vocablo fue tomado por los romanos del griego. Con dicha palabra que ya era conocida la zona en el siglo XI, en referencia a las numerosas balmas y cavidades de los alrededores de la villa, entre las cuales está la cueva de la Font Major, por donde discurre, bajo tierra, el río Francolí, descubierta, por casualidad, en 1853, y que actualmente se puede visitar junto con el museo que se ha instalado en su interior. Es la máxima atracción de Espluga

## Geografía humana

### Demografía
Cuenta con una población de 3817 habitantes (INE 2024).
| Gráfica de evolución demográfica de Espluga de Francolí entre 1842 y 2021 |
| |
| Población de derecho según los censos de población del INE Población de hecho según los censos de población del INEEn estos censos se denominaba Espluga de Francolí: 1842, 1857, 1860, 1877, 1887, 1897, 1900, 1910, 1920, 1930, 1940, 1950, 1960, 1970 y 1981 |

### Economía
La actividad económica del municipio depende de la agricultura, el comercio, el turismo y la industria. Los cultivos más importantes son la viña y los cereales (trigo y cebada), almendros, olivos, existiendo también algunas granjas de aves y porcinas. El reclamo turístico del cercano monasterio de Poblet ha convertido Espluga en un importante núcleo de servicios culturales, de hostelería, restaurantes y distracción, que complementan los atractivos propios del término. 
Los lunes y viernes, por la mañana, hay mercado. La feria de la villa (que tiene lugar el último domingo de enero) documentada desde 1565, aglutina la oferta comarcal y ha derivado de sus orígenes agrícolas y ganaderos a aspectos más comerciales y de servicios. También es importante la muestra vitivinícola y de productos agrarios que se celebra en septiembre, durante la Fiesta de la Vendimia. Son famosas las galletas ("vanos") y carquiñolis típicos de la villa.

## Monumentos y atractivos de la villa

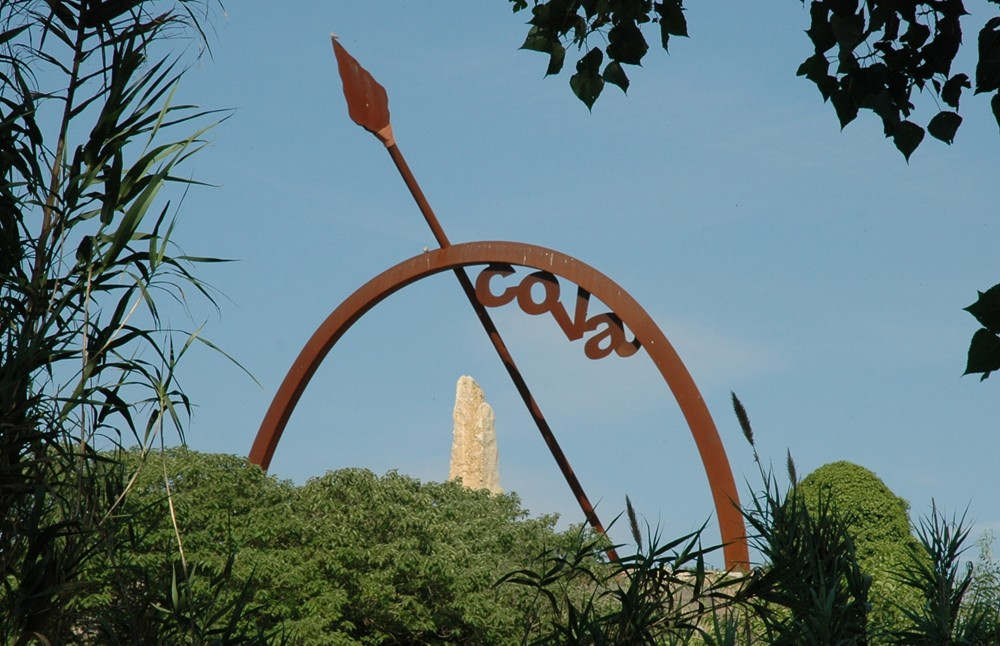
Cuevas de Esplugas

- Cuevas de Espluga son unas cavidades naturales utilizadas por el hombre desde el paleolítico. El museo que se encuentra en su interior nos hará participar, a través de grandes proyecciones sobre la misma piel de la roca y de escenas de teatro virtual, tanto del descubrimiento de la cueva, como de las actividades que el hombre realizaba en ella y de sus sentimientos más intensos. Al final de la visita, descubriremos el origen de la familia, en un poblado neolítico a escala real situado en el exterior de la cavidad. Visita guiada de una hora y 15 minutos de duración aproximadamente.

Además de la ya mencionada cueva, Museo de la Font Major, cabe destacar, también:

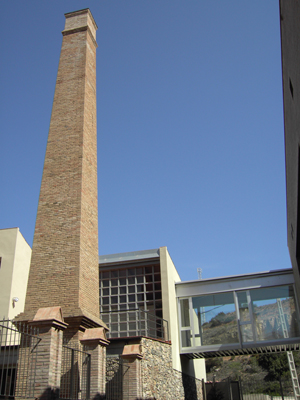
Chimenea de la Fábrica Balanyà

- Fassina Balanyà, la antigua fábrica de alcohol ha vuelto a abrir sus puertas en 2009 como museo industrial, integrado en los 25 museos industriales del Sistema del Museo Nacional de la Ciencia y la Técnica de Cataluña, que en este caso muestra el funcionamiento de la fábrica durante los años de la posguerra civil española y el visitante conocerá los procesos productivos para la obtención de alcohol y sus derivados a partir de la brisa, las herramientas que utilizaban y la sociedad de las personas que participaban. También se conocerá la importancia de esta actividad durante la revolución industrial en Cataluña, que permitió un desarrollo acelerado del tejido industrial. Destilación en directo y degustación de aguardiente. Visita libre o guiada, duración 1hora aproximadamente. Se accede al Museo desde la Oficina de Turismo.

- El antiguo hospital de la Orden de San Juan, fundado por los caballeros hospitalarios, pese a que el edificio actual, gótico, data del siglo XIV. Aloja, la biblioteca Mosén Ramón Muntanyola y diversas entidades.

- Iglesia vieja de San Miguel, del siglo XIII, muy austera, de transición entre el románico y el gótico. En 1837, bajo las escaleras de la iglesia se escondieron los restos de los reyes de La Corona de Aragón cuyas tumbas habían sido profanadas en el monasterio de Poblet. Incendiada en 1873, durante la Tercera Guerra Carlista, se construyó en la misma plaza la iglesia nueva, de estilo neoclásico, aprovechando las piedras del antiguo castillo.

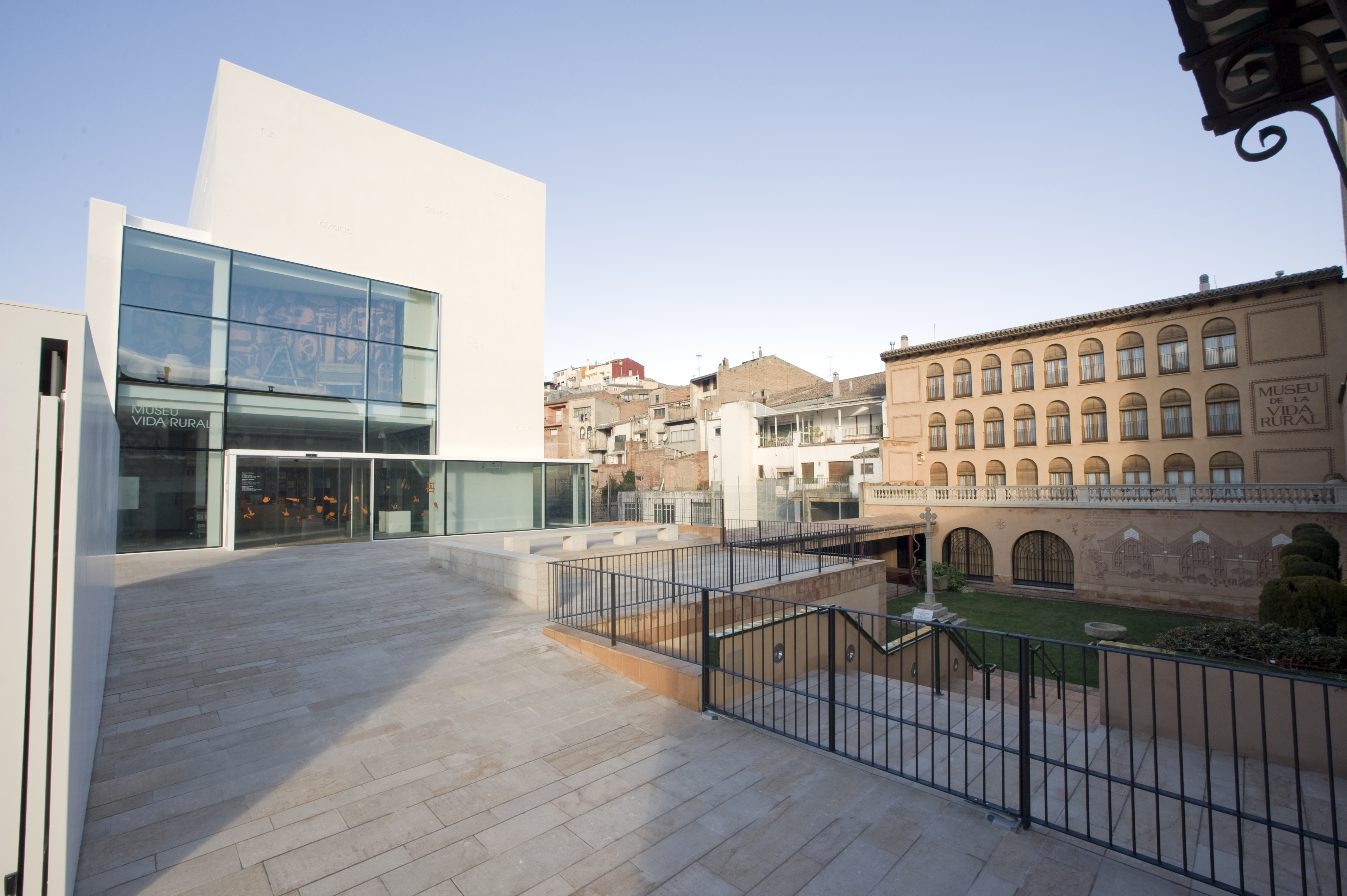
Museo de la Vida Rural

- El Museo de la Vida Rural, instalado en la casa solariega de la familia Carulla, del siglo XVII, y creada en 1988 a instancias de Luis Carulla, industrial y mecenas, promotor de la Fundación Lluís Carulla. El nuevo Museo de la Vida Rural responde a la voluntad de la Fundación Lluís Carulla de modernizar y ampliar sus instalaciones. Veinte años después de su inauguración, con la construcción de un nuevo edificio y la modernización del discurso museográfico, que incluye numerosos audiovisuales, espacios interactivos y unas innovadoras galerías de teatro virtual, se transforma en un espacio plenamente adaptado al siglo XXI.

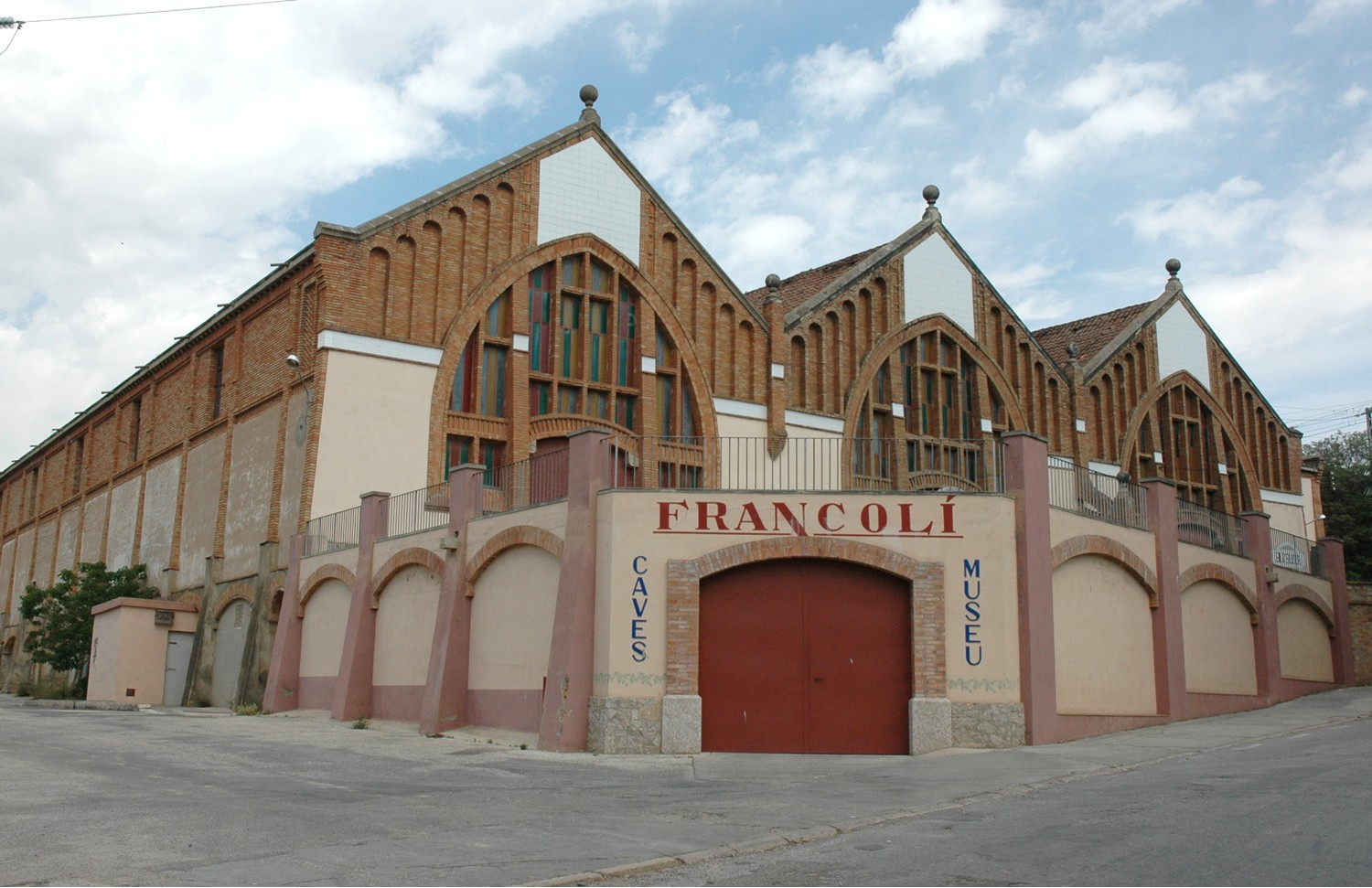
Celler Cooperatiu, bodega cooperativa modernista, obra de 1913, de Pere Domènech i Roura

- Impresionante bodega cooperativa modernista, el Celler Cooperatiu, obra de 1913, de Pere Domènech i Roura, que siguió el proyecto de su padre Lluís Domènech i Montaner, basado en el gótico catalán. Actualmente alberga el Museo del Vino. El Museo está estructurado en tres niveles. En un primer nivel soterrado, habilitado por antiguo lagar, se exponen la historia, el cultivo y la elaboración del vino. Un segundo nivel, entre las tinas, se explica la elaboración moderna del vino. Finalmente, en un tercer nivel, por encima de las majestuosas tinas, se expone la arquitectura y un audiovisual.

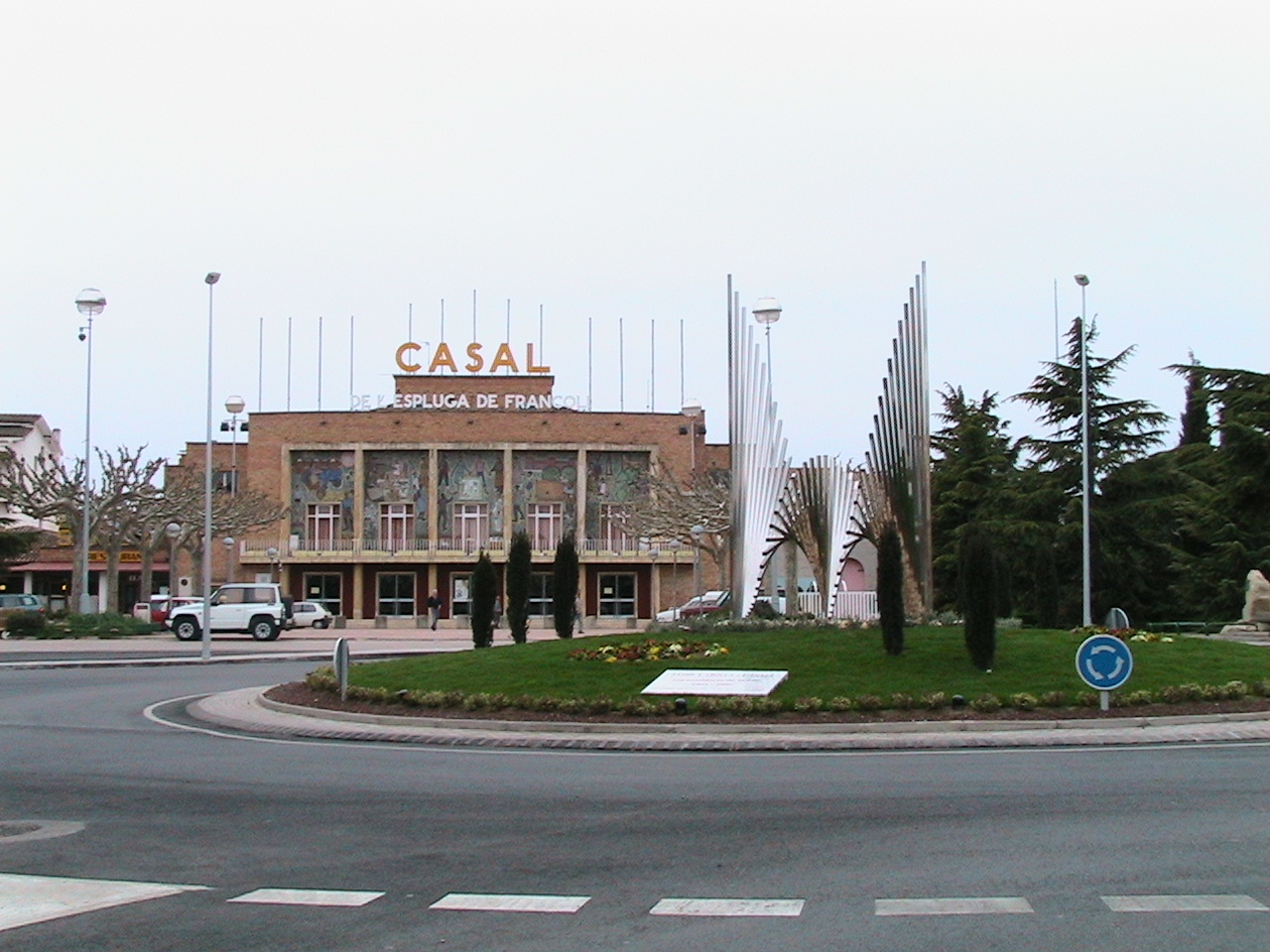
Casal de l'Espluga

- El Casal de l'Espluga, abierto en 1965, también gracias al mecenazgo de Luis Carulla. Es el centro de un conjunto de servicios tales como: hotel, parque infantil, pabellón polideportivo, escuela de música, auditorio, cine, etc.

## Cultura
- Diables Fills de Satanàs de L'Spelunca Diabòlica: grupo tradicional de diablillos fundado en 1879, y recuperado en 1990.
- El Carnaval de Espluga: conocido como "La rúa de les 1000 disfresses" es la fiesta más populosa del pueblo. En el 2007 cumplió su vigésimo quinta edición.

### Medios de comunicación
- L'Espluga FM RÀDIO: la emisora oficial del pueblo. Informativos, magazines, fórmulas musicales, y emisión en línea.
- El Francolí: revista mensual en la que se publican noticias y artículos que están relacionados con Espluga.